# Gradientkraft

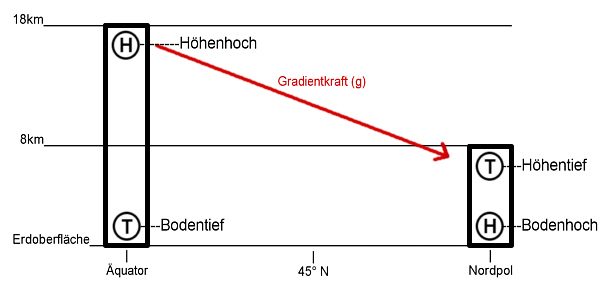
Die Luft bewegt sich, der Gradientkraft folgend, von Gebieten hohen Luftdrucks zu Gebieten geringeren Luftdrucks, beispielsweise vom Höhenhoch über dem Äquator zum Höhentief über den Polen

Die Gradientkraft, auch Druckgradientkraft, ist die geophysikalische Ursache für den Wind als Ausgleichsströmung der Luft zwischen einem Hoch- und einem Tiefdruckgebiet.
Aufgrund eines Luftdruckgradienten (Gradient bedeutet so viel wie Gefälle), also eines Unterschiedes im Luftdruck zwischen Hoch- und Tiefdruckgebiet, wirkt auf die Luft entlang des Druckgefälles eine Kraft. Diese ist proportional zum Druckunterschied und nicht zum absoluten Wert des Druckes selbst. In der Folge bilden sich Ausgleichsströmungen (Winde), welche immer vom Hoch- zum Tiefdruckgebiet gerichtet sind, also vom Ort des höheren zum Ort des niedrigeren Luftdruckes. Während die Luft folglich im Tiefdruckgebiet zusammenströmt (sie konvergiert), strömt sie im Hochdruckgebiet auseinander (sie divergiert).
Die Gradientkraft spielt bei der Ausbildung der meisten Winde eine Rolle, z. T. zusammen mit anderen Einflüssen, die die Luftmassen in ihrer Bewegung ablenken:
- Euler-Wind: nur Gradientkraft
- geostrophischer Wind: Gradientkraft und Corioliskraft
- zyklostrophischer Wind: Gradientkraft und Zentrifugalkraft
- Gradientwind: Gradientkraft, Corioliskraft und Zentrifugalkraft.

Die Corioliskraft wirkt:
- auf der Nordhalbkugel rechtsablenkend, so dass sich die Luft stets rechtsherum (im Uhrzeigersinn – also im mathematisch negativen Sinn) aus dem Hoch „herausdreht“ und linksherum (gegen den Uhrzeigersinn – also im mathematisch positiven Sinn) in das Tief „hineindreht“.
- auf der Südhalbkugel linksablenkend, und die Luft rotiert entsprechend andersherum um die Druckgebiete.

Zusätzliche Einflüsse auf die Herausbildung realer Winde sind Bodenreibung und topographisch bedingte Faktoren.

## Horizontale und Vertikale Komponente
Die Druckgradientkraft {\displaystyle {\vec {F}}_{p}} auf ein Luftpaket mit einer Masse {\displaystyle m} und der Dichte {\displaystyle \rho } in einem Druckfeld {\displaystyle p} berechnet sich gemäß:
{\displaystyle {\vec {F}}_{p}=-{\frac {m}{\rho }}\left({\frac {\partial p}{\partial x}}{\vec {e}}_{x}+{\frac {\partial p}{\partial y}}{\vec {e}}_{y}+{\frac {\partial p}{\partial z}}{\vec {e}}_{z}\right)=-{\frac {m}{\rho }}{\vec {\nabla }}p}
Bei der Analyse der Luftbewegungen innerhalb der Atmosphäre wird der horizontale Anteil {\displaystyle {\vec {F}}_{p,{\text{horizontal}}}} und der vertikale Anteil {\displaystyle {\vec {F}}_{p,{\text{vertikal}}}} in der Regel getrennt betrachtet, wobei mit vertikaler Koordinate z
{\displaystyle {\vec {F}}_{p,{\text{horizontal}}}=-{\frac {m}{\rho }}\left({\frac {\partial p}{\partial x}}{\vec {e}}_{x}+{\frac {\partial p}{\partial y}}{\vec {e}}_{y}\right)}
und
{\displaystyle {\vec {F}}_{p,{\text{vertikal}}}=-{\frac {m}{\rho }}{\frac {\partial p}{\partial z}}{\vec {e}}_{z}\ .}
Die vertikale Druckgradientkraft {\displaystyle {\vec {F}}_{p,{\text{vertikal}}}} ist wegen des mit zunehmender Höhe abnehmenden Luftdrucks nach oben gerichtet. Bei hydrostatischem Gleichgewicht wird die vertikale Komponente gerade durch das Gewicht des Luftpaketes kompensiert.
Die Druckgradientkraft ist senkrecht zu den Flächen gleichen Drucks gerichtet. Zwei solche Flächen zwischen denen eine Druckdifferenz von 5 hPa besteht haben in Bodennähe vertikal einen Abstand von ungefähr 40 m. Dagegen liegt ihr Abstand in horizontaler Richtung bei typischen Werten von eher 400 km; die Flächen gleichen Drucks sind also nahezu parallel zur Horizontalebene. Damit ist die vertikale Druckgradientkraft etwa 10000 mal größer als die horizontale. Wegen der Kompensation durch die vertikal wirkende Schwerkraft ist es aber gerade die viel kleinere horizontale Druckgradientkraft, welche die horizontale Luftmassenverlagerung in Winden verursacht. Typische Beträge der horizontalen Druckgradientkraft {\displaystyle {\vec {F}}_{p,{\text{horizontal}}}} auf ein 1 kg schweres Luftpaket liegen bei ungefähr {\displaystyle 10^{-3}N}.

## Veranschaulichung in Wetterkarten
Die horizontalen Druckgradientkräfte kann man in Wetterkarten als "Pfeile" visualisieren, welche  senkrecht auf den Isobaren stehen und vom höheren zum tieferen Druck gerichtet sind. Die Pfeile werden umso größer, je enger gedrängt die Isobaren verlaufen.